# Доктор Кто (2-й сезон)
Премьера второго сезона британского научно-фантастического телесериала «Доктор Кто» состоялась 25 декабря 2005 года с выходом рождественского спецвыпуска «Рождественское вторжение». Трансляция последующих 13 эпизодов сезона началась 15 апреля 2006 года серией «Новая Земля» и завершилась 8 июля 2006 года «Судным днём». Кроме того, в рамках второго сезона вышли два мини-эпизода (интерактивный выпуск и эпизод для шоу «Дети в нужде») и 13 коротких приквелов («Тардисоды»).
Это первый сезон для Дэвида Теннанта, сыгравшего десятое воплощение Доктора, Повелителя времени, который путешествует сквозь пространство и время при помощи своей ТАРДИС, внешне неотличимой от синей полицейской будки 1960-х. Доктор продолжает путешествовать со своей спутницей Розой Тайлер (Билли Пайпер), с которой он всё сильнее сближается. также на некоторое время к ним присоединяется бывший бойфренд Розы Микки Смит (Ноэль Кларк), а Камилла Кодури возвращается к роли матери Розы, Джеки. Сезон объединён одной общей темой, которая повторяется от серии к серии в виде слова Torchwood. Кроме того, это первый сезон, перед которым был выпущен рождественский спецвыпуск. Успех «Рождественского вторжения» привёл к тому, что каждый год по традиции на Рождество BBC снимали специальный выпуск «Доктора Кто».

## О сериале
«Доктор Кто» (англ. Doctor Who, МФА: [ˈdɒk.tə(ɹ) huː]) — культовый британский научно-фантастический телесериал компании «Би-би-си» об инопланетном путешественнике во времени, известном как Доктор. Внесён в Книгу рекордов Гиннесса как самый продолжительный и успешный научно-фантастический сериал. Кроме того, шоу принято делить на две части: классические серии, транслировавшиеся с 1963 по 1989 год, и возрождённый сериал, выходящий с 2005 года по настоящее время.
Главный персонаж сериала «Доктор Кто», Доктор, является путешественником в пространстве и времени. Выглядит как человек, но относится к расе Повелителей Времени с планеты Галлифрей. Повелители Времени обладают способностью регенерировать (перерождаться) по мере попадания в смертельные ситуации. В результате регенерации Повелитель Времени полностью меняет свою внешность и частично — характер. Доктор считает себя последним Повелителем Времени. Лишённый своего дома, он спасает другие миры, в том числе и человечество.
В качестве способа передвижения Доктор использует ТАРДИС (англ. TARDIS — Time And Relative Dimension(s) In Space) — живую машину времени и одновременно космический корабль, выглядящую как английская синяя полицейская будка из 1960-х годов, но вмещающую в себя гораздо больше, чем кажется («она больше внутри, чем снаружи»). В качестве подручного инструмента для осуществления мелких операций с предметами (запирание-отпирание замков, починка приборов, сканирование чего-либо и т. п.) им применяется звуковая отвёртка. Доктор обладает нечеловеческим интеллектом.
В данном сезоне Доктор, а точнее его десятое воплощение, продолжает путешествовать с единственной постоянной спутницей — девушкой по имени Роза Тайлер. На несколько серий к ним присоединяется Микки Смит, бывший парень Розы.

## Эпизоды
| № | #                                | Название                                            | Режиссёр                         | Сценарист                        | Зрителей (миллионов)             | Индекс оценки (из 100)           | Дата выхода в эфир               |
| Рождественский спецвыпуск (2005) | Рождественский спецвыпуск (2005) | Рождественский спецвыпуск (2005)                    | Рождественский спецвыпуск (2005) | Рождественский спецвыпуск (2005) | Рождественский спецвыпуск (2005) | Рождественский спецвыпуск (2005) | Рождественский спецвыпуск (2005) |
| --- | -------------------------------- | --------------------------------------------------- | -------------------------------- | -------------------------------- | -------------------------------- | -------------------------------- | -------------------------------- |
| 167 | —                                | «Рождественское вторжение» «The Christmas Invasion» | Джеймс Хоуз                      | Расселл Ти Дейвис                | 9,84                             | 84                               | 25 декабря 2005 года             |
| Не успев до конца регенерировать Доктор совершает аварийную посадку в Лондоне в канун Рождества 2005 года. Из-за большого количества выделяемой им энергии, егго начинают преследовать Санты-лоцманы. Тем временем британское правительство во главе с ставшей премьер-министром Харриет Джонс готовится получить первые кадры с запущенного к Марсу британского космического зонда. Однако зонд оказывается захвачен сикораксами, расой весьма воинственно настроенных пришельцев, которые берут в заложники треть населения Земли. |                                  |                                                     |                                  |                                  |                                  |                                  |                                  |
| 2-й сезон |                                  |                                                     |                                  |                                  |                                  |                                  |                                  |
| 168 | 1                                | «Новая Земля» «New Earth»                           | Джеймс Хоуз                      | Расселл Ти Дейвис                | 8,62                             | 85                               | 15 апреля 2006 года              |
| Для Розы это первое путешествие с новым Доктором. Вместе они прилетают в Нью-Нью-Йорк, где встречают людей-кошек, последнего «настоящего человека» и хранящее тайну Лицо Бо |                                  |                                                     |                                  |                                  |                                  |                                  |                                  |
| 169 | 2                                | «Клык и коготь» «Tooth and Claw»                    | Эйрос Лин                        | Расселл Ти Дейвис                | 9,24                             | 83                               | 22 апреля 2006 года              |
| ТАРДИС приземляется в Шотландии 1879 года. Доктор и Роза встречаются с самой королевой Викторией, вместе с которой направляются в расположенное неподалёку поместье Торчвуд. Никто из гостей и не догадывается, что в это полнолуние поместье окажется захвачено оборотнем и группой очень агрессивных монахов. |                                  |                                                     |                                  |                                  |                                  |                                  |                                  |
| 170 | 3                                | «Встреча в школе» «School Reunion»                  | Джеймс Хоуз                      | Тоби Уитхауз                     | 8,31                             | 85                               | 29 апреля 2006 года              |
| В современном Лондоне в одной из школ недавно обновился весь учительский состав, а также обслуживающий персонал, и там начало происходить нечто странное. Доктор и Роза идут туда под прикрытием, чтобы выяснить в чём дело. Однако происходящее в школе привлекает не только их внимание — туда неожиданно приходит старая знакомая Доктора, Сара Джейн Смит. |                                  |                                                     |                                  |                                  |                                  |                                  |                                  |
| 171 | 4                                | «Девушка в камине» «The Girl in the Fireplace»      | Эйрос Лин                        | Стивен Моффат                    | 7,9                              | 84                               | 6 мая 2006 года                  |
| Микки Смит присоединяется к Доктору и Розе в качестве ещё одного члена команды ТАРДИС, которая на этот раз материализуется на неизвестном космическом корабле. Людей на нём нет, зато есть камины, которые ведут в различные периоды жизни Маркизы де Помпадур. Помимо этого в прошлом оказываются человекоподобные тикающие механоиды, которые начинают охоту за маркизой. |                                  |                                                     |                                  |                                  |                                  |                                  |                                  |
| 172а | 5                                | «Восстание киберлюдей» «Rise of the Cybermen»       | Грэм Харпер                      | Том Макрэй                       | 9,22                             | 86                               | 13 мая 2006 года                 |
| В результате возникновения неизвестной аномалии, Доктор, Роза и Микки оказываются в параллельной вселенной. В этой реальности отец Розы жив, хотя она сама никогда не рождалась. И в этой вселенной изобретатель Джон Люмик создал систему связи, при помощи которой начинает подчинять себе людей и готовить их к чему-то, что называет «апгрейдом». |                                  |                                                     |                                  |                                  |                                  |                                  |                                  |
| 172б | 6                                | «Век стали» «The Age of Steel»                      | Грэм Харпер                      | Том Макрэй                       | 7,64                             | 86                               | 20 мая 2006 года                 |
| Как оказалось изобретение Джона Люмика привело к возрождению в этой реальности одних из кровных врагов доктора — киберлюдей. И теперь они ассимилируют людей, используя ту самую систему связи, в то время как сам Люмик был преобразован в Кибер-лидера. |                                  |                                                     |                                  |                                  |                                  |                                  |                                  |
| 173 | 7                                | «Фонарь идиота» «'The Idiot's Lantern'»             | Эйрос Лин                        | Марк Гэтисс                      | 6,76                             | 84                               | 27 мая 2006 года                 |
| В Лондоне 50-х годов телевизоры были роскошью, но, видимо, ненадолго. В один прекрасный день в продаже вдруг появились очень доступные телевизоры, которые теперь может позволить себе каждый. Телевидение распространяется и развивается с огромной скоростью. Но за всё нужно платить и в данном случае платой стало нечто, живущие внутри экрана, из-за чего потом людей выводят с забинтованными лицами |                                  |                                                     |                                  |                                  |                                  |                                  |                                  |
| 174а | 8                                | «Невозможная планета» «The Impossible Planet»       | Джеймс Стронг                    | Мэтт Джонс                       | 6,32                             | 85                               | 3 июня года                      |
| Доктор и Роза оказываются в колонии исследователей, расположенной на планете, которая встала на орбиту вокруг чёрной дыры. В этом времени у всех людей есть прислужники, уды, которые по утверждениям местных является видом, который всенепременно должен кому-то подчиняться. Однако когда уды вдруг начинают беспричинно убивать своих хозяев, Доктор вынужден выяснить правду и узнать, кому на самом деле подчиняются уды. |                                  |                                                     |                                  |                                  |                                  |                                  |                                  |
| 174б | 9                                | «Темница Сатаны» «The Satan Pit»                    | Джеймс Стронг                    | Мэтт Джонс                       | 6,08                             | 86                               | 10 июня года                     |
| Как выяснилось на планете заточено чудовище, которую со всей уверенностью можно назвать Сатаной. Поскольку Повелители времени давным-давно отказались от любых религиозных убеждений, Доктор остался единственным, кто может предотвратить побег. |                                  |                                                     |                                  |                                  |                                  |                                  |                                  |
| 175 | 10                               | «Любовь и монстры» «Love & Monsters»                | Дэн Зефф                         | Расселл Ти Дейвис                | 6,68                             | 76                               | 17 июня года                     |
| Для тех, кто подозревает о существовании Доктора. есть специальное общество, известное как ЛИНДА. Как правило, члены этого общества безобидны, однако среди них появился тот, кто начал нападать на остальных. |                                  |                                                     |                                  |                                  |                                  |                                  |                                  |
| 176 | 11                               | «Бойся её» «Fear Her»                               | Эйрос Лин                        | Мэттью Грэм                      | 7,14                             | 83                               | 24 июня года                     |
| Доктор и Роза отправились посмотреть на Олимпийские игры в Лондоне в 2012 году. Вместо этого им предстоит выяснить, как среди белого дня бесследно пропадают дети и стадионы людей |                                  |                                                     |                                  |                                  |                                  |                                  |                                  |
| 177а | 12                               | «Армия призраков» «Army of Ghosts»                  | Грэм Харпер                      | Расселл Ти Дейвис                | 8,19                             | 86                               | 1 июля 2006 года                 |
| По всему миру точно в определённые часы начали появляться странные призрачные фигуры, которые люди стали принимать за призраков своих умерших родных. Эти часы получили название «время призраков». В то же время в институте Торчвуд учёные изучают странную парящую сферу и моменты взаимодействия с объектом в точности совпадают с временем призраков. |                                  |                                                     |                                  |                                  |                                  |                                  |                                  |
| 177б | 13                               | «Судный день» «Doomsday»                            | Грэм Харпер                      | Расселл Ти Дейвис                | 8,22                             | 89                               | 8 июля 2006 года                 |
| Призрачные фигуры оказываются киберлюдьми из параллельной вселенной, в то время как сфера предназначалась для путешествия в пустом пространстве между вселенными и из неё появляются четыре далека, принадлежащих к культу Скаро. И теперь Доктору нужно бороться как с теми, так и с другими. |                                  |                                                     |                                  |                                  |                                  |                                  |                                  |

### Дополнительные эпизоды
В рамках второго сезона вышло два мини-эпизода — один из них снимался специально для выпуска «Дети в нужде» 2005 года, а второй, получивший название «Атакка Граска», был интерактивным (то есть требовал участия зрителей) и предназначался для трансляции по цифровому телевидению сразу же после «Рождественского вторжения». Кроме того, к каждому эпизоду было снято по 1 минутному приквелу под общим названием «Тардисоды». Съёмки всех дополнительных эпизодов проходили в рамках производственного процесса второго сезона.
| # | Название                                                  | Режиссёр  | Сценарист         | Дата выхода в эфир                            |
| --- | --------------------------------------------------------- | --------- | ----------------- | --------------------------------------------- |
| 1 | «Доктор Кто: Дети в нужде» «Doctor Who: Children in Need» | Эйрос Лин | Расселл Ти Дейвис | 18 ноября 2005 года                           |
| Только что регенерировавший Доктор пытается управлять ТАРДИС, но из-за того, что регенерация ещё не завершена, не справляется и вынужден перевести корабль на ручное управление, после чего совершает аварийную посадку в современном Лондоне в канун Рождества |                                                           |           |                   |                                               |
| 2 | «Атака Граска» «Attack of the Graske»                     | Эшли Уэй  | Гарет Робертс     | 25 декабря 2005 года                          |
| Человечество в опасности по вине небольшого, но вредного существа по имени Граск. Доктор должен его остановить, а его спутники (то есть зрители) должны ему в этом помочь                                                                                       |                                                           |           |                   |                                               |
| 3 | «Тардисоды» «Tardisodes»                                  | Эшли Уэй  | Гаррет Робертс    | 1 апреля — 1 июля 2006 года (онлайн-премьера) |
| Цикл из 13 минутных приквелов к эпизодам второго сезона, по одному на каждый. |                                                           |           |                   |                                               |

## Подбор актёров

### Основной состав
28 апреля 2005 года Дэвид Теннант был утверждён на роль Десятого Доктора. На краткий миг появившись сначала в финальной сцене эпизода первого сезона «Пути расходятся», он затем был замечен в мини-эпизоде «Доктор Кто: Дети в нужде», премьера которого состоялась 18 ноября 2005 года. Спецвыпуск «Рождественское вторжение» стал для него первым полноценным эпизодом в этой роли.
Билли Пайпер вернулась к роли Розы Тайлер на свой второй и заключительный сезон. Также Ноэль Кларк вернулся как Микки Смит, став на несколько эпизодов членом команды ТАРДИС.

### Второстепенные и эпизодические персонажи
Камила Кодури снова появилась как мать Розы, Джеки Тайлер. Шон Дингволл появился в нескольких эпизодах, как двойник своего персонажа из первого сезона, Пита Тайлера, а Пенелопа Уилтон вновь вернулась к своей роли Харриет Джонс.
Элизабет Слейден появилась в серии «Встреча в школе» в качестве бывшей спутницы Третьего и Четвёртого Докторов Сары Джейн Смит, эту же роль она исполняла в классических эпизодах сериала. Джон Лисон озвучил в том же эпизоде робособаку К9.
Во втором сезоне также появились такие актёры как Адам Гарсия, Дэниэл Эванс, Зои Уонамейкер, Анна Хоуп, Полин Коллинз, Энтони Хэд, София Майлс, Роджер Ллойд-Пак, Эндрю Хайден-Смит, Дон Уоррингтон, Морин Липмен, Дэнни Уэбб, Шон Паркес, Клэр Рашбрук, Уилл Торп, Марк Уоррен, Питер Кей, Ширли Хендерсон, Саймон Гринол, Мойя Брэди, Кэтрин Дрисдэйл, Нина Сосанья, Трейси-Энн Оберман, Раджи Джеймс, Барбара Виндзор, Дерек Акора, Алистер Эпплтон, Триша Годдар, а также Фрима Аджимен, которая в эпизоде «Армия призраков» сыграет Адеолу Ошади, а в третьем сезоне вернётся в роли спутницы Доктора Марты Джонс.

## Производство

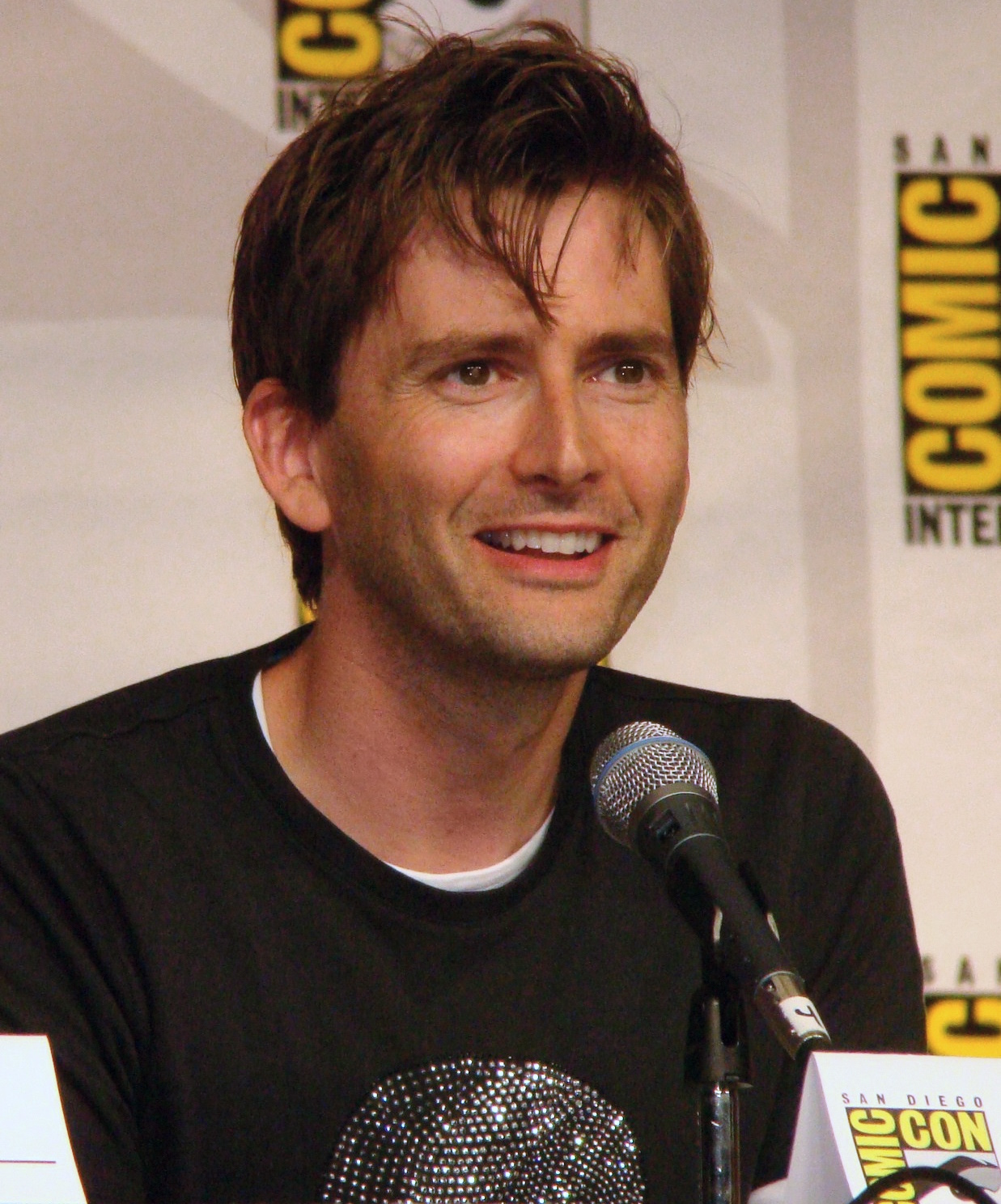
Дэвид Теннант заменил Кристофера Экклестона после одного сезона

### Начальный этап
30 марта 2005 года, после успеха пилотного эпизода возрождённого сериал, а BBC сразу же заказали рождественский спецвыпуск и продлили шоу на второй сезон. Съёмки спецвыпуска начались 23 июля 2005 года. Съёмки самого сезона стартовали 1 августа 2005 года и завершились к 31 марта 2006 года.

### Работа над сценарием
Для работы над эпизодами второго сезона были приглашены новые сценаристы: Тоби Уитхауз, который ранее работал над сериалом «Ангелов нет» для Channel 4, Том Макрэй, ранее писавший для драмы «Стюардессы», Мэтт Джонс, который также занял посты редактора сценариев и продюсера сезона, и Мэтью Грэм, один из создателей проекта «Жизнь на Марсе». Помимо них продолжили писать сценарии Марк Гэтисс, Стивен Моффат и Расселл Ти Дейвис. Последний также продолжил выполнять обязанности исполнительного продюсера и главного сценариста сериала. Также сценарий для 11 серии должен был написать Стивен Фрай, однако не смог закончить его в срок. Вместо него пригласили Мэтью Грэма, который и написал эпизод «Бойся её». Фил Коллинсон и Джуди Гарднер выступили в качестве исполнительных продюсеров. Джеймс Хоуз, Эйрос Лин, Джейс Стронг, Дэн Зефф, а также Грэм Харпер, который в своё время режиссировал эпизоды классического «Доктора Кто», стали режиссёрами. В основном события сезона происходят на Земле (по словам Дейвиса, постройка декораций для имитации другой планеты требовало больших затрат), только в двух историях действие происходило в ином мире.
Эпизоды второго сезона были связаны упоминанием слово Torchwood, которое впервые было произнесено ещё в серии 2005 года «Злой волк». Мифология, связанная с институтом Торчвуд, развивается на протяжении всего сезона, но уже в спецвыпуске «Рождественское вторжение» данное учреждение упоминается как секретная организация, владеющая инопланетной технологией, а в «Клыке и когте» было показано его основание. Однако главные герои оказываются в Институте Торчвуд только в финальной истории «Армия призраков» / «Судный день», в которой сотрудники организации случайно привели на Землю армии киберлюдей и далеков. Из-за этого Повелитель времени и его спутница оказываются заперты в разных вселенных (Доктор в основной, а Роза в параллельной).
В некотором роде Доктор и Роза сами косвенно ответственны за свою разлуку, поскольку их наслаждение событиями эпизода «Клык и коготь» настолько ужасает королеву Викторию, что она решает основать Институт Торчвуд. Более чем век спустя Повелитель времени и его спутница вынуждены разбираться с последствие глупых решений данного учреждения, в результате чего и оказываются в разных вселенных. Расселл Ти Дейвис сказал следующее: «Это [разделение Доктора и Розы] сделано намеренно, они действительно платят свою цену. В „Зубе и когте“ они вызывают появление того самого — Торчвуда — и в конце концов это их разлучает. Это, можно сказать, их собственная вина».

### Съёмки
Производственные блоки расположились следующим образом:
| Блок | Эпизоды                                                            | Режиссёр           | Сценарист(ы)                                     | Код               |
| ---- | ------------------------------------------------------------------ | ------------------ | ------------------------------------------------ | ----------------- |
| 1    | «Рождественское вторжение» «Встреча в школе» «Новая Земля»         | Джеймс Хоуз        | Расселл Ти Дейвис Тоби Уитхауз Расселл Ти Дейвис | 2X 2.3 2.1        |
| 2    | «Клык и коготь» «Девушка в камине»                                 | Эйрос Лин          | Расселл Ти Дейвис Стивен Моффат                  | 2.2 2.4           |
| 3    | «Восстание киберлюдей» «Век стали» «Армия призраков» «Судный день» | Грэм Харпер        | Том Макрэй Расселл Ти Дейвис                     | 2.5 2.6 2.12 2.13 |
| 3    | «Доктор Кто: Дети в нужде» «Атака Граска»                          | Эйрос Лин Эшли Уэй | Расселл Ти Дейвис Гарет Робертс                  | CIN -             |
| 4    | «Фонарь идиота» «Бойся её»                                         | Эйрос Лин          | Марк Гэтисс Мэттью Грэм                          | 2.7 2.11          |
| 5    | «Любовь и монстры»                                                 | Дэн Зефф           | Расселл Ти Дейвис                                | 2.10              |
| 6    | «Невозможная планета» «Темница Сатаны»                             | Джеймс Стронг      | Мэтт Джонс                                       | 2.8 2.9           |

## Реакция
| Год  | Премия                     | Номинация | Номинант(ы)                                                                  | Результат | Прим.         |
| ---- | -------------------------- | --- | ---------------------------------------------------------------------------- | --------- | ------------- |
| 2006 | BAFTA Cymru                | Лучший актёр | Дэвид Теннант (Судный день)                                                  | Победа    | [ 52 ] [ 53 ] |
| 2006 | BAFTA Cymru                | Лучший сценарий | Расселл Ти Дейвис («Судный день»)                                            | Победа    | [ 52 ] [ 53 ] |
| 2006 | BAFTA Cymru                | Лучшая актриса | Билли Пайпер («Судный день»)                                                 | Номинация | [ 52 ] [ 53 ] |
| 2006 | BAFTA Cymru                | Лучшая работа костюмера                                                                                              | Луиза Пэйдж                                                                  | Победа    | [ 52 ] [ 53 ] |
| 2006 | BAFTA Cymru                | Лучшие грим и причёски                                                                                               | Нил Гортон И Шейла Уэллс («Девушка в камине»)                                | Победа    | [ 52 ] [ 53 ] |
| 2006 | BAFTA Cymru                | Лучший монтаж | Криспин Грин («Клык и коготь»)                                               | Победа    | [ 52 ] [ 53 ] |
| 2006 | Небьюла                    | Премия «Небьюла» за лучший сценарий                                                                                  | Стивен Моффат («Девушка в камине»)                                           | Номинация | [ 54 ]        |
| 2006 | RTS Television Awards      | Лучший драматический сериал                                                                                          | «Доктор Кто»                                                                 | Номинация | [ 55 ] [ 56 ] |
| 2006 | RTS Television Awards      | Лучший производственный дизайн                                                                                       | Эдвард Томас                                                                 | Номинация | [ 55 ] [ 56 ] |
| 2006 | RTS Television Awards      | Лучшая работа костюмера — Драма                                                                                      | Луиза Пэйдж                                                                  | Номинация | [ 55 ] [ 56 ] |
| 2006 | RTS Television Awards      | Лучшие грим и причёски — Драма                                                                                       | Шейла Уэллс и Нил Гортон                                                     | Номинация | [ 55 ] [ 56 ] |
| 2006 | RTS Television Awards      | Лучшие визуальные эффекты — Компьютерная графика                                                                     | «Доктор Кто»                                                                 | Номинация | [ 55 ] [ 56 ] |
| 2006 | Премия Scream              | Лучшее телешоу | «Доктор Кто»                                                                 | Номинация | [ 57 ]        |
| 2006 | Премия журнала TV Quick    | Любимейшая драма | «Доктор Кто»                                                                 | Победа    | [ 58 ]        |
| 2006 | Премия журнала TV Quick    | Лучший актёр | Дэвид Теннант                                                                | Победа    | [ 58 ]        |
| 2006 | Премия журнала TV Quick    | Лучшая актриса | Билли Пайпер                                                                 | Победа    | [ 58 ]        |
| 2007 | BAFTA TV Awards            | Лучший монтаж фантастического / развлекательного проекта                                                             | Криспин Грин                                                                 | Номинация | [ 59 ]        |
| 2007 | BAFTA TV Awards            | Лучшие визуальные эффекты                                                                                            | Студия спецэффектов The Mill                                                 | Номинация | [ 59 ]        |
| 2007 | Constellation Awards       | Лучший научно-фантастический телесериал                                                                              | «Доктор Кто»                                                                 | Победа    | [ 60 ]        |
| 2007 | Constellation Awards       | Лучшая игра актёра в эпизоде научно-фантастического сериала 2006 года                                                | Дэвид теннант («Девушка в камине»)                                           | Победа    | [ 60 ]        |
| 2007 | Constellation Awards       | Выдающийся вклад канадцев в научно-фантастическое кино или телевидение в 2006 году                                   | Canadian Broadcasting Corporation                                            | Победа    | [ 60 ]        |
| 2007 | Премия «Хьюго»             | Премия «Хьюго» за лучшую постановку                                                                                  | «Девушка в камине»                                                           | Победа    | [ 61 ]        |
| 2007 | Премия «Хьюго»             | Премия «Хьюго» за лучшую постановку                                                                                  | «Встреча в школе»                                                            | Номинация | [ 61 ]        |
| 2007 | Премия «Хьюго»             | Премия «Хьюго» за лучшую постановку                                                                                  | «Армия призраков» / «Судный день»                                            | Номинация | [ 61 ]        |
| 2007 | National Television Awards | Драма года | «Доктор Кто»                                                                 | Победа    | [ 62 ]        |
| 2007 | National Television Awards | Актёр года | Дэвид Теннант                                                                | Победа    | [ 62 ]        |
| 2007 | National Television Awards | Актриса года | Билли Пайпер                                                                 | Победа    | [ 62 ]        |
| 2007 | Премия «Сатурн»            | Лучший телесериал, сделанный для кабельного телевидения                                                              | «Доктор Кто»                                                                 | Номинация | [ 63 ]        |
| 2007 | Премия «Сатурн»            | Лучшее DVD-издание телесериала                                                                                       | «Доктор Кто»                                                                 | Номинация | [ 64 ]        |
| 2007 | SFX Awards                 | Лучшее телешоу | «Доктор Кто»                                                                 | Победа    | [ 65 ]        |
| 2007 | SFX Awards                 | Лучший ТВ-эпизод | «Девушка в камине» (Эйрос Лин и Стивен Моффат)                               | Победа    | [ 65 ]        |
| 2007 | SFX Awards                 | Лучший ТВ-эпизод | «Невозможная планета» / «Темница Сатаны» (Джеймс Стронг и Мэтт Джонс)        | Номинация | [ 65 ]        |
| 2007 | SFX Awards                 | Лучший ТВ-эпизод | «Армия призраков» / «Судный день» (Грэм Харпер и Расселл Ти Дейвис)          | Номинация | [ 65 ]        |
| 2007 | SFX Awards                 | Лучший ТВ-актёр | Дэвид Теннант                                                                | Победа    | [ 65 ]        |
| 2007 | SFX Awards                 | Лучшая ТВ-актриса | Билли Пайпер                                                                 | Победа    | [ 65 ]        |
| 2007 | VES Awards                 | Выдающийся вклад в создание рисованного персонажа эфирного, коммерческого или музыкального проекта с живыми актёрами | Николас Эрнандес, Жан-Клод Дегуара, Нил Рош и Жан-Ив Адуар («Клык и коготь») | Номинация | [ 66 ]        |

## Релиз

### Трансляция
Показ серий второго сезона стартовал 15 апреля 2006 года с выходом эпизода «Новая Земля» и завершился 8 июля 2006 года, когда состоялась премьера «Судного дня». Как и в случае с предыдущим сезоном, каждый эпизод сопровождался выпуском документального проекта «Доктор Кто: Конфиденциально».
В рамках сезона также увидели свет мини-серия «Доктор Кто: Дети в нужде» и интерактивный эпизод «Атака Граска», а также 13 небольших приквелов, вышедших под общим названием «Тардисоды». Последние, имея длину около 60 секунд, служили своего рода приквелами к соответствующей серии сезона и были доступны для скачивания на мобильное устройство, а также на официальном сайте сериала.

### Выход на DVD и Blu-Ray
| Сезон                          | Название | Количество и хронометраж эпизодов                                                                                     | Дата выхода в R2/B                                                                     | Дата выхода в R4/B                          | Дата выхода в R1/A                                                                                               |
| ------------------------------ | --- | --- | -------------------------------------------------------------------------------------- | ------------------------------------------- | --- |
| 2                              | «Доктор Кто»: Сезон 2, том 1 «Рождественское вторжение» «Новая Земля»                                                                                             | 1 × 60 мин. 1 × 45 мин.                                                                                               | 1 мая 2006 года                                                                        | 20 июля 2006 года                           | н/д |
| 2                              | «Доктор Кто»: Сезон 2, том 2 «Клык и коготь» «Встреча в школе» «Девушка в камине»                                                                                 | 3 × 45 мин. | 5 июня 2006 года                                                                       | 17 августа 2006 года                        | н/д |
| 2                              | «Доктор Кто»: Сезон 2, том 3 «Восстание киберлюдей» / «Век стали» «Фонарь идиота»                                                                                 | 3 × 45 мин. | 10 июля 2006 года                                                                      | 7 сентября 2006 года                        | н/д |
| 2                              | «Доктор Кто»: Сезон 2, том 4 «Невозможная планета» / «Темница Сатаны» «Любовь и монстры»                                                                          | 3 × 45 мин. | 7 августа 2006 года                                                                    | 5 октября 2006 года                         | н/д |
| 2                              | «Доктор Кто»: Сезон 2, том 5 «Бойся её» «Армия призраков» / «Судный день»                                                                                         | 3 × 45 мин. | 25 сентября 2006 года                                                                  | 2 ноября 2006                               | н/д |
| 2                              | «Доктор Кто»: Полный второй сезон | 1 × 7 мин. 1 × 60 мин. 13 × 45 мин.                                                                                   | 20 ноября 2006 года(D) 4 ноября 2013 года(сборник на Blu-ray) 31 августа 2015 года (B) | 6 December 2006 (D) 4 декабря 2013 года (B) | 16 января 2007 года (на DVD в США) 6 февраля 2007 года (на DVD в Канаде) 5 ноября 2013 года (сборник на Blu-ray) |
| 2                              | «Доктор Кто»: Сезон 2, часть 1 «Рождественское вторжение» «Новая Земля» «Клык и коготь» «Встреча в школе» «Девушка в камине» «Восстание киберлюдей» / «Век стали» | 1 × 60 мин. 6 × 45 мин.                                                                                               | н/д                                                                                    | н/д                                         | 8 апреля 2014 года                                                                                               |
| 2                              | «Доктор Кто»: Сезон 2, часть 2 «Фонарь идиота» «Невозможная планета» / «Темница Сатаны» «Любовь и монстры» «Бойся её» «Армия призраков» / «Судный день»           | 7 × 45 мин. | н/д                                                                                    | н/д                                         | 13 мая 2014 года                                                                                                 |
| 2, 3, 4, Спецвыпуски 2008—2010 | «Доктор Кто»: Вся эра Десятого Доктора | 5 × 6 мин, 2 × 7 мин, 1 × 8 мин, 1 × 12 мин, 35 × 45 мин, 4 × 50 мин, 6 × 60 мин, 1 × 65 мин, 1 × 72 мин, 1 × 75 мин. | 10 ноября 2014 года                                                                    | н/д                                         | 11 октября 2011 года                                                                                             |

1. ↑  Дата премьеры в Канаде первоначально должна была состояться одновременно с американской, однако из-за того что CBC внезапно решили сделать хиатус длиной в два месяца, выпуск DVD пришлось сдвинуть. Тем не менее, релиз состоялся раньше, чем последние два эпизода сезона были показаны в Канаде.[86]

### Новелизации
| Эпизод                     | Название                   | Автор           | Дата выхода        |
| -------------------------- | -------------------------- | --------------- | ------------------ |
| «Рождественское вторжение» | «Рождественское вторжение» | Дженни Т Колган | 2 апреля 2018 года |

## Саундтрек
4 декабря 2006 года лейбл Silva Screen Records выпустил саундтрек к возрождённому «Доктору Кто», в который вошли треки авторства композитора Мюррея Голда, прозвучавшие в первом и втором сезонах, а также в рождественском спецвыпуске «Сбежавшая невеста».